# Pedostrangalia ulmi
Pedostrangalia ulmi là một loài bọ cánh cứng trong họ Cerambycidae.